# Pueblo adiukru
El pueblo adiukru (también conocido como adjukru, adrukru, adioukrou, adyukru, ajukru, o bubury) es un grupo étnico del sureste de Costa de Marfil.  Algunos autores incluyen al pueblo bubury dentro de este grupo étnico y otros sólo les asignan un grado de parentesco. En ambos casos se discute si provienen de un tronco común kru o akan.
Hablan adiukru, variante de las lenguas kwa del filo Níger-Congo. Se estima una población próxima a los 169.000 habitantes distribuida principalmente en el Distrito Lagunas, en la subprefectura de Dabou en un total de 49 poblaciones.

## Territorio

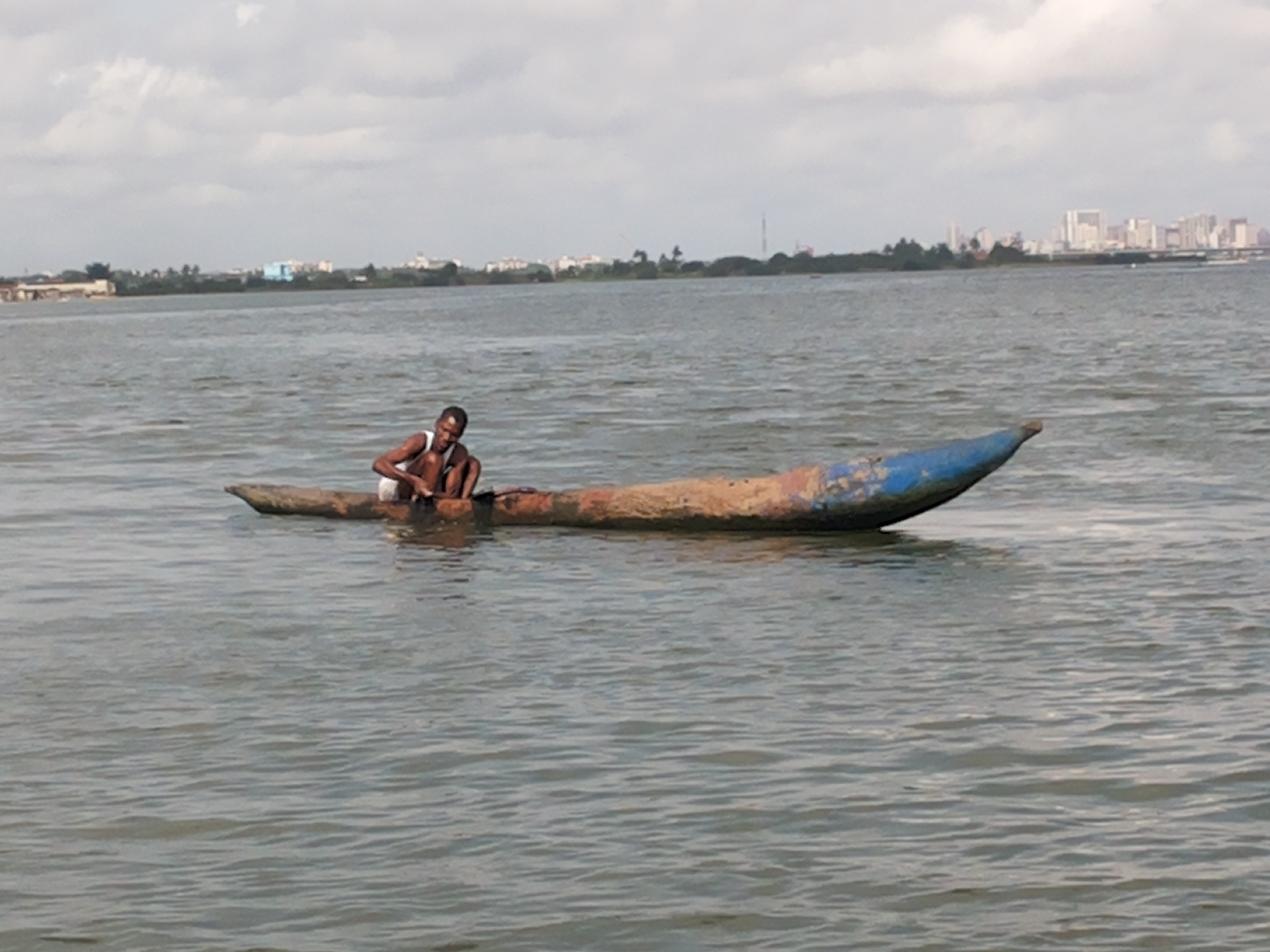
Pescador en la laguna Ebrie

El país adiukru ocupa unos 1200 kilómetros cuadrados de la subdivisión de Dabou, situada a 60 kilómetros al oeste de Abiyán. Tiene la forma de una semicircunferencia, limitada al sur por la laguna Ebrié, al este Dabou y al oeste Cosrou. Tradicionalmente se la subdivide en tres regiones:
- un palmeral de este a oeste, a lo largo de la laguna de Ebrié;
- un área de sabana, en el centro, con forma aproximada de triángulo;
- una zona forestal periférica, cubierta principalmente por un vasto palmeral natural y que se extiende hacia el norte, sin solución de continuidad, por el gran bosque.

## Historia
La tradición oral adiukru refiere a una emigración de sus ancestros desde el oeste de sus actuales regiones, realizada en ocho oleadas. Esta fuente no aporta ni el país de origen ni las cronologías de los movimientos poblacionales.
Investigaciones históricas sitúan la llegada de los adiukru a la laguna de Dabuo entre los siglos XVII y XVIII, empujados por la presión de pueblos kru del oeste. Pero hay especialistas que afirman que su linaje es más antiguo, que tienen un origen akan y por lo tanto son nativos del área que ocupan sus comunidades. Por su parte, estudios etnográficos de mediados del siglo XX señalaban una clara hibridación cultural con ambas etnias de gran peso demográfico en la zona.
Por su parte a los miembros del pueblo bubury se los considera parientes de los adiukru asentados en el tramo bajo del río Bandama. Tendrían un origen étnico kru y mantienen la organización en comunidades basadas en el linaje.

## Sociedad
Se organizan en comunidades basadas en el linaje. Mantienen instituciones matriliniales así como una organización en base a grupos de edad.

## Economía
Explotaron tradicionalmente el aceite de palma que ya comerciaban en el siglo XVIII con los portugueses. Tienen plantaciones de café, cacao y cocoteros. Explotan la pesca.

## Religión
La sociedad adiuku está mayoritariamente adherida a corrientes religiosas cristianas (90%), aunque se mantienen vivas las tradiciones espirituales étnicas (10%)